# Édouard François Mathieu Molé

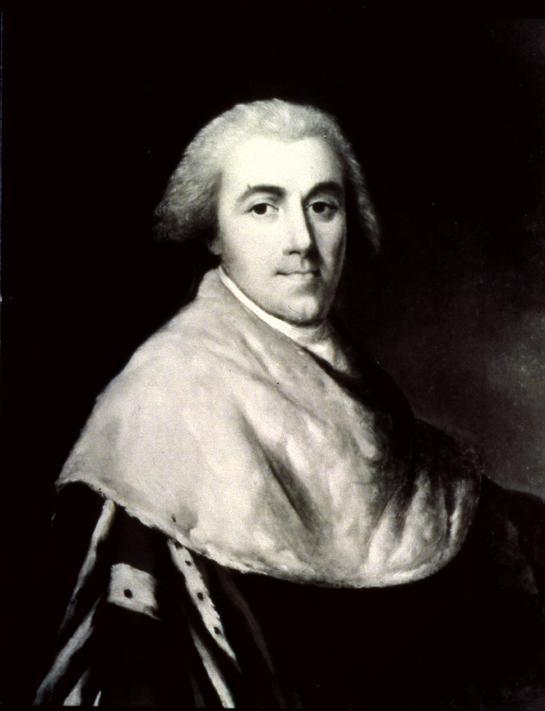
Édouard François Molé, Anonym, 18. Jahrhundert

Édouard François Mathieu Molé, Comte de Champlâtreux (* 5. März 1760; † guillotiniert 21. April 1794 in Paris) war ein französischer Magistrat.

## Leben
Édouard François Mathieu Molé war der Sohn von Mathieu-François Molé, Comte de Champlâtreux (1705–1793), dem Ersten Präsidenten des Parlements von Paris, und seiner Frau Bonne-Félicité Bernard, einzige Tochter des Bankiers Samuel Bernard und dessen Ehefrau Pauline de Saint-Chamans. Er war selbst Berater des Parlement de Paris.
Er heiratete im Anfang 1779 Louise-Elisabeth de Lamoignon (* 3. Oktober 1763; † 4. März 1825 in Vannes), Tochter von Chrétien-François de Lamoignon de Basville, Siegelbewahrer von Frankreich im Jahr 1787, und Marie Elisabeth Berryer. Sie hatten fünf Kinder, von denen zwei das Erwachsenenalter erreichten:
- Louis-Mathieu (* 24. Januar 1781 in Paris; † 23. November 1855 in Champlâtreux), Justiz-, Marine- und Außenminister; ⚭ 18. August 1798 in Paris Caroline Charlotte de La Live de La Briche (* 25. Mai 1781 in Paris; † 10. Juni 1845), Schwester von Louise, Ehefrau des Generals Philippe de Montesquiou-Fézensac
- Édouard-Chrétien Mathieu (* 8. August 1782 in Paris; † 5. März 1783 ebenda)
- Louis Mathieu Auguste (* 13. Dezember 1783 in Paris; † 14. Oktober 1787 ebenda)
- Marie Louise Félicité Augustine (* 7. Dezember 1786 in Paris; † 16. Juni 1852 ebenda); ⚭ 10. März 1801 Pierre de Lamoignon (* 15. Juni 1770 in Paris; † 21. März 1827 ebenda)
- Marie Louise Henriette Charlotte (* 10. Februar 1791 in Paris; † 28. März 1796 ebenda)

1791 wanderte er mit seiner Familie nach Brüssel aus, kehrte aber im Januar 1792 nach Frankreich zurück, um das Emigrantengesetz vom 9. November 1791 zu erfüllen. Am 19. August wurde er verhaftet und in das Prison de l’Abbaye gebracht. Nach seiner Freilassung im September 1792 wurde er im Oktober 1793 erneut verhaftet und im Jakobinerkloster in der Rue Saint-Dominique eingesperrt. Ein zweites Mal freigelassen, wurde er im Januar 1794 zusammen mit allen anderen Mitgliedern des Parlements, die gegen die Auflösung dieser Institution protestiert hatten, erneut verhaftet. Er wurde zusammen mit anderen Parlamentariern vom Revolutionstribunal zum Tode verurteilt und am 21. April 1794 guillotiniert.
Seine Witwe Louise-Elisabeth de Lamoignon gründete 1803 unter den Namen Mère Saint-Louis die Kongregation der Sœurs de la charité de Saint-Louis in Vannes. Sie starb dort am 4. März 1825. 2012 wurde sie seliggesprochen.